# 渡辺佳代子
渡辺 佳代子（わたなべ かよこ、1971年〈昭和46年〉7月22日 – ）は日本の編集者。宝島社第3雑誌局長。

## 略歴
1971年、千葉県にて出生。中学生の頃からファッション誌を愛読していたのを機に出版社勤務を目指すようになる。
1995年、明治大学政治経済学部卒業。角川書店などを経て1997年、宝島社に入社。『CUTiE』編集部を経て、1999年に満29歳で『sweet』の編集長に抜擢され、同誌を100万部超の日本一の販売部数を誇るファッション雑誌へと育て上げた。ファッション誌のブランドアイテム付録文化の創始者とされる。
2020年10月号をもってsweetの編集長を退任。現在は宝島社第3雑誌局長と2014年創刊の『オトナミューズ』編集長を兼務している。

## 人物・エピソード
- 小学生の頃に山口百恵にハマって以来のアイドル好き。おニャン子クラブでは河合その子と渡辺満里奈推しであった[5]。
- sweetで小嶋陽菜を表紙に多く登場させたり[6]、加藤玲奈の写真集[注 1]をプロデュースする等、Mama&Sonに所属する元AKB48メンバーとの関りが深い。加藤とは2012年3月のさいたまスーパーアリーナ公演[注 2]で見て以来のファンで[5]、2021年12月15日に生配信された加藤の卒業発表[8]や、2022年2月15日のAKB48劇場卒業公演にも観客として立ち会っていた[9]。
- JリーグではFC東京のファンである[10]。